# A Christmas Carol (film 1947)
A Christmas Carol è un film per la televisione del 1947 diretto da James Caddigan.
Basato sul romanzo Canto di Natale (A Christmas Carol) di Charles Dickens, è uno dei primi adattamenti televisivi del racconto di Charles Dickens, che fin dal 1943 si era imposto come un classico natalizio alla televisione americana. Protagonista è l'attore John Carradine.

## Trama
L'avaro e gretto Ebenezer Scrooge, alla vigilia di Natale, non vuole fare la carità né è intenerito dalla visita di un nipote. Tornato a casa, Scrooge vede il fantasma del suo ex socio che lo mette in guardia. La notte, verrà poi visitato da tre spiriti: lo spirito del Natale passato, lo spirito del Natale presente e lo spirito del futuro che lo attende se non cambia atteggiamento verso gli altri.

## Produzione
Il film fu prodotto negli Stati Uniti da DuMont Television Network. 

## Distribuzione
Il film fu trasmesso negli Stati Uniti su DuMont Television Network, il 25 dicembre 1947.